# Latvijas PSR čempionāts futbolā 1957
L'edizione 1957 del massimo campionato di calcio lettone fu la 13ª come competizione della Repubblica Socialista Sovietica Lettone; il titolo fu vinto dal Sarkanais Metalurgs, giunto al suo ottavo titolo.

## Formato
Il campionato era formato da quattordici squadre che si incontrarono in gironi di andata e ritorno per un totale di 26 turni; erano assegnati due punti alla vittoria, un punto al pareggio e zero per la sconfitta.

## Classifica finale
|                        | Pos. | Squadra             | Pt | G  | V  | N | P  | GF | GS | DR  |
| ---------------------- | ---- | ------------------- | -- | -- | -- | - | -- | -- | -- | --- |
| RSS Lettone (bandiera) | 1.   | Sarkanais Metalurgs | 29 | 18 | 12 | 5 | 1  | 32 | 12 | +20 |
|                        | 2.   | Dinamo Riga         | 24 | 18 | 10 | 4 | 4  | 40 | 18 | +22 |
|                        | 3.   | RER Riga            | 21 | 18 | 9  | 3 | 6  | 28 | 21 | +7  |
|                        | 4.   | RVR Riga            | 18 | 18 | 6  | 6 | 6  | 23 | 21 | +2  |
|                        | 5.   | Vulkans Kuldiga     | 18 | 18 | 7  | 4 | 7  | 22 | 27 | -5  |
|                        | 6.   | ASK Rīga            | 17 | 18 | 7  | 3 | 8  | 35 | 30 | +5  |
|                        | 7.   | VEF Riga            | 17 | 18 | 6  | 5 | 7  | 30 | 27 | +3  |
|                        | 8.   | Lokomotive Riga     | 16 | 18 | 7  | 2 | 9  | 25 | 32 | -7  |
|                        | 9.   | Rēzekne             | 14 | 18 | 5  | 4 | 9  | 18 | 26 | -8  |
|                        | 10.  | Valmiera            | 6  | 18 | 0  | 6 | 12 | 8  | 47 | -39 |